# Ciclismo nos Jogos Europeus de 2023
As competições de Ciclismo nos Jogos Europeus de 2023 na Polônia foram realizadas em duas modalidades e localidades: mountain bike cross-country no Krynica-Zdrój Hill Park e o BMX freestyle no parque de skate em Krzeszowice. Eventos de estrada e pista não retornaram ao programa em 2023. Mas, competições de ciclismo em várias disciplinas foram disputadas em ambos os Jogos Europeus desde o primeiro em 2015.

## Localidades
| Local                                  | Esporte                     | Data           | Eventos | Capacidade |
| -------------------------------------- | --------------------------- | -------------- | ------- | ---------- |
| Krynica-Zdrój Hill Park; Krynica-Zdrój | Mountain Bike cross country | 25 de Junho    | 2       | 9000       |
| Krzeszowice BMX Park; Krzeszowice      | BMX freestyle Park          | 21-22 de Junho | 2       |            |

## Nações participantes
Ao todo, 29 CONs tiveram atletas classificados em ao menos um evento.
- Áustria
- Bélgica
- Bósnia e Herzegovina
- Croácia
- Chéquia
- Dinamarca
- Espanha
- Estónia
- França
- Alemanha
- Reino Unido
- Grécia
- Hungria
- Irlanda
- Israel
- Itália
- Kosovo
- Letônia
- Lituânia
- Países Baixos
- Noruega
- Polónia
- Portugal
- Roménia
- Eslováquia
- Eslovênia
- Suíça
- Turquia
- Ucrânia

## Qualificação
| CON                  | Mountain bike | Mountain bike | BMX Freestyle | BMX Freestyle | Total |
| CON                  | Masculino     | Feminino      | Masculino     | Feminino      | Total |
| -------------------- | ------------- | ------------- | ------------- | ------------- | ----- |
| Áustria              | 3             | 3             |               |               | 6     |
| Bélgica              | 4             | 2             |               |               | 6     |
| Bósnia e Herzegovina | 1             |               |               |               | 1     |
| Croácia              |               |               | 1             |               | 1     |
| Chéquia              | 4             | 2             | 2             | 2             | 10    |
| Dinamarca            | 2             | 2             |               |               | 4     |
| Estónia              | 2             | 3             | 1             | 1             | 7     |
| França               | 1             | 2             | 2             | 1             | 6     |
| Alemanha             | 5             | 5             | 2             | 3             | 15    |
| Reino Unido          | 2             | 1             | 2             | 3             | 8     |
| Grécia               |               |               | 1             |               | 1     |
| Hungria              | 1             | 1             | 2             |               | 4     |
| Irlanda              | 1             |               | 1             |               | 2     |
| Israel               | 3             | 1             |               |               | 4     |
| Itália               | 4             | 3             | 2             |               | 9     |
| Kosovo               | 1             |               |               |               | 1     |
| Letônia              | 2             |               | 2             |               | 4     |
| Lituânia             | 2             |               | 2             |               | 4     |
| Países Baixos        | 2             | 6             | 2             |               | 10    |
| Noruega              | 4             | 1             |               |               | 5     |
| Polónia              | 8             | 8             | 2             | 2             | 20    |
| Portugal             | 1             | 1             |               |               | 2     |
| Roménia              | 4             |               |               |               | 4     |
| Eslováquia           | 1             | 2             | 2             | 2             | 7     |
| Eslovênia            | 1             | 2             | 2             |               | 5     |
| Espanha              | 4             | 2             | 1             | 1             | 8     |
| Suíça                | 7             | 6             |               | 1             | 14    |
| Turquia              | 3             |               |               |               | 3     |
| Ucrânia              | 3             | 3             | 1             |               | 7     |
| Total: 29 CONs       | 76            | 56            | 30            | 16            | 178   |

## Resumo de medalhas

### Mountain bike
| Evento    | Ouro                          | Prata                        | Bronze                |
| --------- | ----------------------------- | ---------------------------- | --------------------- |
| Masculino | Vlad Dascălu · Roménia        | Lars Forster · Suíça         | Luca Braidot · Itália |
| Feminino  | Puck Pieterse · Países Baixos | Mona Mitterwallner · Áustria | Sina Frei · Suíça     |

### BMX Freestyle
| Evento    | Ouro                        | Prata                     | Bronze                      |
| --------- | --------------------------- | ------------------------- | --------------------------- |
| Masculino | Kieran Reilly · Reino Unido | Anthony Jeanjean · França | Declan Brooks · Reino Unido |
| Feminino  | Iveta Miculyčová · Chéquia  | Kim Lea Müller · Alemanha | Laury Perez · França        |

Legenda
| Recorde mundial            | Recorde mundial (World record)                     |                       | Recorde africano                      | Recorde africano (African) |                                           | Q | Classificado por posição (Qualified) |
| Recorde dos Jogos Europeus | Recorde dos Jogos Europeus (European Games record) | Recorde da América    | Recorde da América (Americas)         | q                          | Classificado por melhor tempo (Qualified) |   |                                      |
| Melhor marca do ano        | Melhor marca do ano (World leading)                | Recorde asiático      | Recorde asiático (Asian)              | DNS                        | Não largou (Did not start)                |   |                                      |
| Recorde nacional           | Recorde nacional (National record)                 | Recorde europeu       | Recorde europeu (European)            | DNF                        | Não terminou (Did not finish)             |   |                                      |
| Recorde pessoal            | Recorde pessoal do atleta (Personal best)          | Recorde da Oceania    | Recorde da Oceania (Oceania)          | DSQ / DQ                   | Desclassificado (Disqualified)            |   |                                      |
| Recorde da temporada       | Recorde da temporada do atleta (Season best)       | Recorde sul-americano | Recorde sul-americano (South America) | NM                         | Sem marca (No mark)                       |   |                                      |